# 横山大観記念館
横山大観記念館（よこやまたいかんきねんかん）は、東京都台東区池之端にある記念館。近代日本画の巨匠として知られる横山大観を記念して、1976年（昭和51年）に開設された。子孫が理事を務める公益財団法人横山大観記念館が運営している。

## 概要
横山大観が生前住んでいた旧居を一部改造して造られた。この地に大観は、太平洋戦争中の一時期を除き、1909年から1958年に亡くなるまで居住し、作品を制作した。ただし、現存する建物の大半は太平洋戦争後の1954年の建築である。
記念館には大観を始め、春草、芋銭、観山などの作品や大観が生前愛用していた美術品が展示されている。展示替えは3か月ごとにおこなわれている。
また横山大観記念館は大観の所定鑑定機関としても知られる。
建物は1994年に台東区の史跡に指定され（「横山大観旧居」として）、2017年2月には「横山大観旧宅及び庭園」として国の史跡及び名勝に指定された。

## 文化財

### 史跡及び名勝（国指定）
- 横山大観旧宅及び庭園

### 重要文化財（国指定）
- 木造不動明王立像